# Palazzo Tango
Il palazzo Tango è un palazzo monumentale di Napoli ubicato in via Salvator Rosa.
L'edificio venne eretto, nel posto che anticamente veniva chiamato dell'Infrascata, dall'ingegnere regio Onofrio Tango come propria abitazione. Il palazzo venne rimaneggiato nel XVIII secolo da architetti ignoti.
Di notevole fattura è la scala aperta realizzata nel corso del rimaneggiamento settecentesco: essa è composta da archi ribassati uniti da archi rampanti.